# 第二个三年计划 (尼泊尔)
尼泊尔第二个三年计划（1962年 - 1965年）由于1960政变（政体改革），将原本1960年的经济计划推后了两年，并将五年计划缩短为三年计划。此次计划总投资6.7亿尼泊尔卢比，首次将私营产业纳入投资计划，占总计划的10.4%。其计划的指导思想为实行工业现代化，故加大了对工业的投资，占总计划的32.2%。